# Alica Kezeradze
Alica Kezeradze (gruzijski: ალისა კეჟერაძე; Tbilisi, 11. prosinca 1937. – London 18. veljače 1996.) bila je gruzijska pijanistica i učiteljica klavira.

## Životopis
Prvu poduku u sviranju klavira dobila je od majke pijanistice Lucye Kezheradze. Studirala je u Središnjoj glazbenoj školi za nadarenu djecu u Tbilisiju kod Nine Pleshcheyeve, učenice Alexandera Silotija, a potom i na Tbiliskom državnom konzervatoriju s Emilom Gurevichem. Njezin repertoar diplomskog koncerta uključivao je Barberovu Sonatu za klavir u e-molu, Prokofjevu Sonatu za klavir br. 7 i Wanderer-fantaziju u c-molu Franza Schuberta.
Početkom sedamdesetih udala se za građevinskog inženjera Georgea Teslenka, s kojim je dobila sina Georgea i preselila se u Moskvu, gdje je predavala klavir na Državnom pedagoškom sveučilištu.
Godine 1976. upoznala je i započela suradnju s Ivom Pogorelićem kojega je podučavala klavir i za kojeg se vjenčala 1980. godine. S njim je živjela do svoje smrti. 
Umrla je u Londonu 18. veljače 1996. od raka jetre.